# Filippo Dal Moro
Filippo Dal Moro (Treviso, 11 agosto 1970) è un ex calciatore italiano, di ruolo difensore.

## Carriera
Passò alla Roma per 3 miliardi di lire.
Vinse una Coppa di Grecia con l'AEK Atene.

## Palmarès

### Club

#### Competizioni nazionali
- Coppa di Grecia: 1

AEK Atene: 1999-2000
- Coppa Italia Serie C: 1

Empoli: 1995-1996